# کتی شیهی
کتی شیهی (انگلیسی: Kathy Sheehy؛ زادهٔ ۲۶ آوریل ۱۹۷۰) بازیکن واترپلو اهل ایالات متحده آمریکا است.